# Raggio di Sole
Raggio di Sole (Raio de Sol - Renzo e Roberto Rossellini - dois irmãos no caminho do desconhecido) é um filme musical do diretor alemão Georg Brintrup girado em 1996.

## Sinopse
É a história de dois irmãos. O mais velho descobre uma nova forma de representar a realidade no cinema (neorrealismo). O mais novo comenta, com a música, essa nova identidade fílmica. Quando atingem a maturidade, ambos percebem a insuficiência de sua arte e tiram suas conclusões, cada um a seu modo.
Renzo cresce na sombra como irmão mais novo de Roberto: "Roberto me tinha como um amigo e brinquedo: eu o tinha como um companheiro e déspota"  Os dois são inseparáveis: o Roberto o déspota e Renzo a vítima. Enquanto Roberto, inquieto, agressivo e voluntarioso, torna-se um jovem cheio de charme, Renzo, mais quieto e submisso, cultiva um caráter humilde e acomodado.

Em Roma, nos anos 1910, os dois irmãos, graças ao seu avô, logo entraram em contato com a música e o cinema. Todos os domingos, ele os leva ao Cinema Radium, onde o maestro Sallustio acompanha os filmes de aventura no piano. As divagações musicais deste artista contrastavam com a música usual de acompanhamento de filme, ainda no estilo do fim dos oitocentos, uma vez que ele acrescentava as harmonias impressionistas de Debussy ou, ainda, os artifícios rítmicos de Stravinsky. Sallustio torna-se para Renzo o primeiro professor de música. O jovem começa a compor e consegue, com um daqueles raros golpes de sorte já que ainda não tinha dezoito anos, publicar sua primeira obra na famosa editora Ricordi: "A Fonte Doente." Os ensinamentos de alguns compositores, amigos de seu pai, como Ottorino Respighi e Pietro Mascagni, também influenciaram seu estilo musical.
Após a morte de seu pai, Renzo dedicou-se à composição de música de câmara e sinfonias e começou a ensinar em vários conservatórios. Roberto se torna um cineasta "por vingança e amor-próprio". Ele havia se apaixonado por uma jovem atriz já conhecida e queria se casar com ela a todo custo. No entanto, depois de um filme de sucesso, ela acabou se casando com o diretor do filme. Para Roberto, foi uma separação muito dolorosa. Renzo segue seu irmão e abandona sua profissão como professor para àquela de compositor de filmes, mais lucrativa.
No início dos anos 1940, os Rossellini trabalharam em uma trilogia de documentários para o departamento de cinema da Marinha italiana. Sua intenção não é se opor à realidade, mas representá-la de tal maneira que se torne um espetáculo. Tanto na América quanto na Europa, a música cinematográfica ainda refletia o romantismo apaixonado dos anos 1800, reavivando sentimentos lacrimosos no público e deixando muito espaço para a ilusão. Isso, segundo Renzo, não ajudava a se aproximar da vida concreta. "Para nós, diretamente envolvidos em ações de guerra, não havia muito espaço para ilusões".

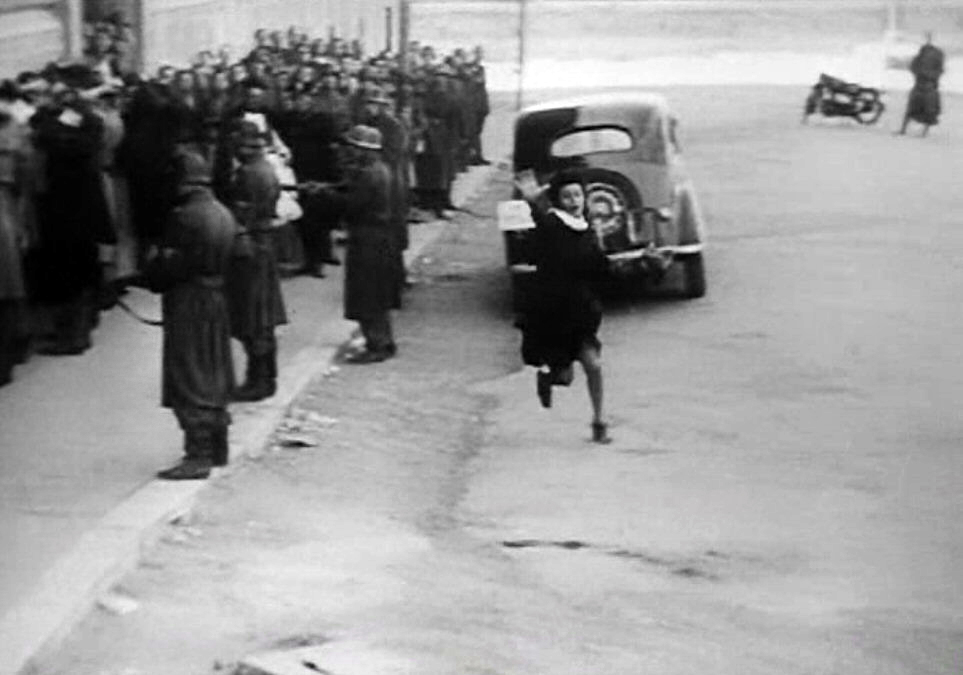
Roma, Cidade Aberta (Roma, città aperta)

Em 1943, com o filme "Roma, Cidade Aberta", obtêm o seu primeiro grande sucesso. O cinema italiano surgiu milagrosamente das ruínas da guerra. Roberto é batizado como o inventor do Neorrealismo italiano. Os dois irmãos, entretanto questionam: "As teorias de todos os tipos são limitadoras e não nutrem a liberdade de expressão. E, realmente, não precisamos destas teorias."  Eles sabem que, para redescobrir o homem, é necessário ser humilde, para vê-lo como ele é e não como se gostaria que fosse, de acordo com as ideologias.
Roberto e Renzo continuam sua colaboração em muitos outros filmes. Eles tentam vincular a imagem à música de maneira mais eficiente. Colaboração harmoniosa, na qual não há mais um déspota e sua vítima. A inspiração geralmente vem de uma cena importante ou de um ruído. Mesmo o filme "L’amore", baseado em uma ideia de Federico Fellini, nascido graças a um episódio com latas. Renzo tem a tarefa de combinar música com esses ruídos. A música, na verdade, pode amalgamar-se com os sons ou ruídos podem misturar-se à música como se fossem dissonâncias. O importante para os irmãos é que qualquer ruído autêntico não fosse absolutamente superado por sua imitação musical. Eles descobrem que poucos instrumentos são mais eficazes que uma grande orquestra. Um único instrumento pode, por vezes, ir muito mais longe.
Hollywood se encontra em uma crise sem precedentes. A maior atriz da época, Ingrid Bergman, se apaixona pelos filmes dos Rossellini, e vai à Itália para fazer parte da família e filma sete filmes com eles. Filmes de sucesso mundial, que Roberto produz sozinho, sem empresas, sem a indústria. O que só faz agravar a crise de hollywoodiana, que também tem interesse em demolir a fama de Roberto.
Depois de anos de colaboração fértil, Ingrid Bergman e Roberto se separam. Renzo continua a compor música para outros filmes, mas, ao recusar qualquer compromisso, cria uma ruptura entre ele e o mundo do cinema. Nesta época, Roberto quer vê-lo e falar com ele, como sempre nos momentos mais sérios de suas vidas. Ele também está passando por uma crise criativa que o corrói por dentro. Certas condições de trabalho mortificam sua consciência. Ele confessa que quer deixar de ser diretor de cinema. Se ele se colocava atrás das lentes de uma câmera, não era para produzir filmes comerciais, ou falsos filmes de arte, mas apenas para aprender alguma coisa e libertar o homem de sua ignorância. "O importante é informar, o importante é instruir, mas educar não é importante."  Ele acredita que o cinema tenha falhado em sua missão de ser a arte do século XX.
Roberto, a partir daquele momento, gira documentários ou filmes de televisão. Renzo se dedica à composição de óperas. Ambos os irmãos, no final de suas vidas, entendem que o sofrimento que suportaram foi anulado. O balanço final é nulo, o mundo real não é o que eles acreditavam ser e pelo qual se sentiam chamados a dar uma contribuição. É um mundo que se revela totalmente desconhecido, porque foi feito sem a participação deles, enquanto os mesmos estavam ocupados restaurando e construindo "seu próprio mundo".

## Produção
O filme, uma biografia musical, é composto como um ensaio cinematográfico, que consegue "reconstruir uma imagem autêntica do neorrealismo italiano". Na base desta reconstrução, está alguns escritos autobiográficos dos irmãos Rossellini e algumas entrevistas entre o diretor e a esposa de Renzo Rossellini, Anita.

## Trilha Sonora
A trilha sonora é feito com trechos dos seguintes filmes:
| No. | Filme                    | Diretor            | Ano  |  |
| --- | ------------------------ | ------------------ | ---- |  |
| 1.  | Il signor Max            | Mario Camerini     | 1937 |  |
| 2.  | Un pilota ritorna        | Roberto Rossellini | 1942 |  |
| 3.  | Roma, città aperta       | Roberto Rossellini | 1945 |  |
| 4.  | Paisà                    | Roberto Rossellini | 1946 |  |
| 5.  | Germania anno zero       | Roberto Rossellini | 1948 |  |
| 6.  | L’Amore                  | Roberto Rossellini | 1948 |  |
| 7.  | Stromboli (Terra di Dio) | Roberto Rossellini | 1950 |  |
| 8.  | Europa '51               | Roberto Rossellini | 1952 |  |
| 9.  | Viaggio in Italia        | Roberto Rossellini | 1953 |  |
| 10. | La paura                 | Roberto Rossellini | 1954 |  |
| 11. | Vanina Vanini            | Roberto Rossellini | 1961 |  |

Além disso, a trilha sonora do filme incorpora trechos de música, em parte gravados novamente, das seguintes obras de Renzo Rossellini:
1. Stati d’Animo, 1952
2. Vangelo minimo, 1957
3. Roma cristiana, 1940
4. La fontana malata, 1925
5. Stampe della vecchia Roma, 1937
6. Diagramma No. 1, 1953
7. La Guerra, 1956

A peça “La fontana malata” (A Fonte Doente) foi interpretada pelos Jovens Músicos Italianos sob a direção de Federico Romano Capalbi.

## Distribuição
"Raggio di sole" foi transmitido pela primeira vez em 5 de janeiro de 1997 pelo canal alemão WDR. Logo depois, a versão original italiana foi transmitida pela RAI. Outras transmissões se seguiram nos canais HR e 3sat. O distribuidor francês Point du Jour International vendeu o filme para mais de uma dúzia de países em todo o mundo, do Canadá à Austrália. Em agosto de 2002, o filme foi transmitido no canal 3sat durante uma retrospectiva, junto com outros dois filmes musicais de Georg Brintrup ("Luna Rossa" e "Poemi Asolani"). A última transmissão foi no EinsFestival, em 26 de março de 2006.